# Scherzo sobre un tema popular català

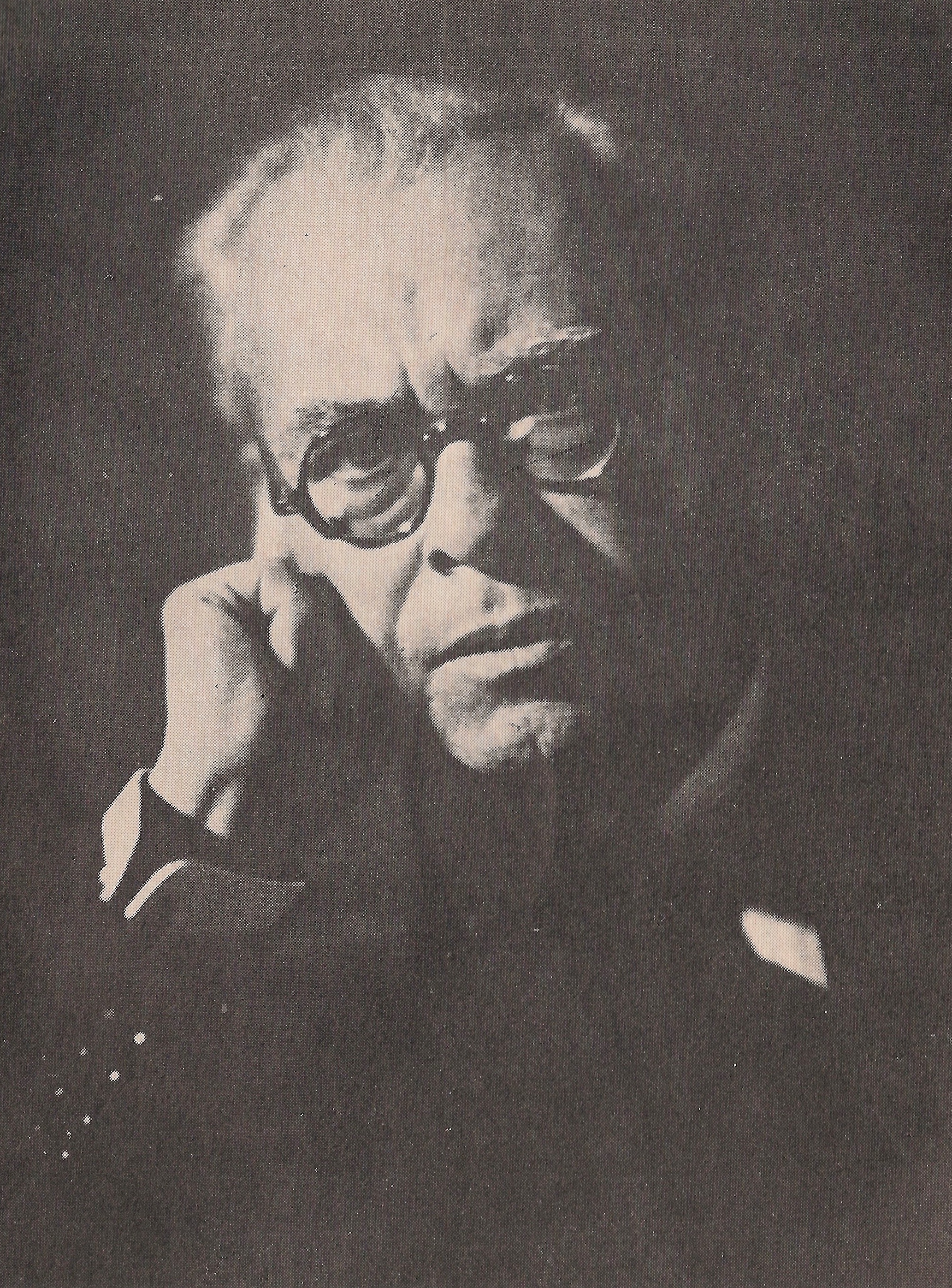
Joan Lamote de Grignon i Bocquet (1872 - 1949)

L'Scherzo sobre un tema popular català és una obra originalment composta per a orquestra simfònica per Joan Lamote de Grignon el desembre de 1897. El mateix compositor la revisà i reorquestrà l'any 1910. L'any 1915 en realitzà una versió per a la Banda Municipal de Barcelona; i l'any 1983 el compositor Joan Pich i Santasusana va fer una transcripció per a tres cobles. També existeix una versió per a pianola.

## La filadora
L'Scherzo sobre un tema popular català de Joan Lamote de Grignon està basat en la cançó La filadora o El pobre pagès, que ja va recollir Aureli Capmany en el seu Cançoner Popular de 1901, en el número III. La lletra de la cançó descriu una situació que té lloc la Nit de Nadal, moment en el qual històricament es permetien unes certes conductes no acceptades la resta de l'any; els joves feien broma pel carrer, es feien llibertats d'orgue a les esglésies etc.
La lletra “oficial” de la cançó parla d'una noia de quinze anys, filla d'un pagès, que surt a rondar els carreres del poble la Nit de Nadal amb els estris per filar, esperant trobar-hi el seu galant. Com apunta Ayats, segurament aquesta cançó té un doble sentit eròtic, amb un doble sentit del verb filar. A més, s'han documentat versions més atrevides de la lletra en el context oral.
Melòdicament, un dels trets més interessants de la cançó popular és l'alternança entre la sensible (en el cas de Fa, mi natural) i el setè grau rebaixat (mi bemoll), provinent del mode mixolidi, i que està tant present en moltes altres melodies populars catalanes i que compositors catalans han utilitzat profusament en les seves obres (Juli Garreta, a Juny; Eduard Toldrà, a Lluna plena; Joaquim Serra, a Complanta, entre molts d'altres).

## La forma scherzo
L'scherzo, en tant que forma musical, es considera derivat directament del minuet. A grans trets, aquest darrer es considera una forma ternària, ABA o ABA', que va molt sovint emparellada amb un trio que, formalment, té el mateix esquema ternari, en aquest cas CDC o CDC'. No obstant, és possible també trobar minuets sense trio. L'scherzo, pròpiament, s'entén com un minuet de tempo ràpid i amb un caràcter més animat, i autors com Schönberg l'han diferenciat del minuet pel fet que la secció central és més modulant i temàtica, amb una proliferació de la tècnica model-seqüència.
També es considera un punt important de diferenciació entre minuet i scherzo el fet que el darrer, a partir de Beethoven, acostuma a presentar una reexposició variada (recapitulació), tot modificant-la i variant-la respecte la reexposició literal més comuna en el període clàssic.
En el cas de l'Scherzo sobre un tema popular català, s'hi troben alguns elements que es corresponen amb els citats anteriorment:
- Esquema assimilable a una estructura ternària (Exposició, cc. 1 – 150; Desenvolupament, cc. 151 – 394; Recapitulació i coda, cc. 394 – 533).
- Tempo ràpid i caràcter animat (al manuscrit orquestral hi ha la indicació de tempo Allegro, mentre que als de banda i cobla hi ha la indicació Presto).
- Secció central modulant i amb força presència del tema (fugato, procediments seqüencials).
- La reexposició es presenta en la seva forma variada (recapitulació), en lloc de ser una reexposició (en el sentit més estricte del terme) literal de l'exposició.

El musicòleg Francesc Bonastre publicà una anàlisi molt detallada de l'obra dins de la biografia crítica del seu compositor.

## Versió per a orquestra simfònica
La principal (i original) versió de l'Scherzo sobre un tema popular català de Joan Lamote de Grignon és la versió per a orquestra simfònica, el manuscrit de la qual es conserva a la Biblioteca de Catalunya. El manuscrit està enquadernat amb tapa dura, de color verd, i consta de 51 pàgines amb 22 pautes de les quals s'utilitzen les 16 centrals, escrites a tinta negra. La instrumentació és la següent:
- 2 Flautes
- 2 Oboès
- 2 Clarinets en si bemoll
- 2 Fagots
- 4 Trompes (Corns) en fa (en 2 sistemes)
- 2 Trompetes en fa
- 3 Trombons
- 3 Timbales afinades en fa1, do2 i fa2
- Corda (Violins I i II, Violes, Violoncels i Contrabaixos

A la tapa hi ha la següent anotació: SCHERZO sobre un tema popular / J. Lamote de Grignon.
amb una observació curiosa, que l'apreciació “sobre un tema popular” està ratllada amb llapis. En canvi, a la primera plana de la partitura hi figura el títol en francès: Scherzo sur un Théme populair catalan, J. Lamote de Grignon. A la partitura pròpiament dita, hi ha algunes anotacions a llapis (arcs de la corda, entrades d'instruments, alguna correcció sobre la tinta) i anotacions de direcció (no s'ha pogut determinar de qui) en llapis bicolor blau/vermell (lletres d'assaig, dinàmiques, crescendi, indicacions de fraseig...). La partitura, al final de tot, està datada del desembre de 1897 [Dec. 1897], signada per J. Lamote de Grignon i amb la indicació de revisió i reorquestració (en francès) de 1910.
Hi ha un altre manuscrit amb les particel·les de la mateixa obra; manuscrites a tinta negra, amb 12 pautes. Estan signades pel copista Botella, i a la portada de cadascuna hi consta la indicació “Orquesta Sinfónica de Barcelona”. Com a curiositat, és interessant remarcar que dins la particel·la de Trombó I hi ha un programa de la primera audició de l'obra per l'Orquestra Municipal de València (orquestra fundada pels Lamote de Grignon durant el seu exili interior) el dia 14 de juliol de 1945 a les 23.15h.
Algunes de les interpretacions que s'han pogut documentar són, per exemple, en un concert celebrat el 14 de març de 1913 al Palau de la Música Catalana, a càrrec de, com es pot suposar, l'Orquestra Simfònica de Barcelona (a La Vanguardia de l'endemà hi apareix citada simplement com a “Orquesta Sinfónica”): «Más espontáneos fueron los aplausos que arrancó el Scherzo sobre un tema popular catalán, donde se advierte mucho brío y elegancia en el desarrollo.» Es repeteix una crítica similar (amb repetició de l'obra inclosa) en un concert celebrat l'any següent. Més recentment, s'ha interpretat al Palau de la Música Catalana amb l'Orquestra Simfònica del Gran Teatre del Liceu sota la direcció del mestre Josep Pons (25 de febrer de 2013).

## Versió per a banda - orquestra de vent
El manuscrit de la versió per a banda - orquestra de vent es conserva a l'Arxiu de la Banda Municipal de Barcelona. El manuscrit consta de 27 pentagrames, tots utilitzats i escrits a tinta negra. Una observació curiosa és que la plantilla utilitzada per al manuscrit és una plantilla orquestral, ja que hi ha les claus utilitzades habitualment per a l'orquestra i, en els casos en els que no coincideixen amb els instruments de la banda, estan corregides a sobre.
A la primera plana del manuscrit hi consten les següents anotacions: “Compost en 1899 (!) / Versió per a Banda en 1915”. En aquest cas trobem una contradicció entre fonts: el manuscrit M-JLG-248/1 de la BC està datat de 1897, en canvi, el de l'Arxiu de la BMB està datat de 1899. Val a dir que el darrer dígit de l'any està corregit a sobre d'un altre dígit inintel·ligible.
Un altre punt remarcable és el fet que els instruments de cobla no figuren a la partitura de direcció tot i conservar-se les particel·les per a un tible i dues tenores. Hi ha unes anotacions de Jordi León, a llapis, sobre de la partitura que indiquen el flabiol (entre les flautes i els oboès), el tible i les dues tenores (entre els oboès i els clarinets).
La instrumentació és per a una plantilla sensiblement menor de la que farà servir per posteriors transcripcions de música de Wagner o Strauss (on també hi va incorporar el flabiol, el tible i la tenora com a instruments integrats a la banda), ja que aquestes transcripcions solien ser fetes amb bastanta immediatesa i s'efectuaven per a la plantilla del moment. En totes les pàgines de la partitura hi ha la signatura de Joan Lamote de Grignon, i al final de tot hi ha una anotació del lloc i data de composició: Gualba, Sept. 1915. Aquesta localitat del Vallès Oriental era el lloc d'estiueig de la família Lamote de Grignon.

## Versió per a tres cobles
A l'Arxiu de Músics per la Cobla de Sabadell s'hi conserva una còpia d'un manuscrit d'una transcripció per a tres cobles realitzat per Joan Pich i Santasusana. A la portada de la partitura està datada a Badalona, juny de 1983. La indicació de tempo “Presto” fa suposar que aquesta transcripció va ser feta a partir de la versió per a banda – orquestra de vent, i no pas la d'orquestra, on la indicació és “Allegro”. Aquesta versió per a tres cobles va ser interpretada en un concert al Palau de la Música Catalana, el 14 de març de 1998, amb les cobles Mediterrània, Sant Jordi i Principal del Llobregat dirigides per Jesús Ventura i Barnet.